# Rădoaia
Rădoaia è un comune della Moldavia situato nel distretto di Sîngerei di 5.438 abitanti al censimento del 2004